# 庫奇略 (新墨西哥州)
庫奇略（英語：Cuchillo）是位於美國新墨西哥州謝拉縣的非建制地區。

## 歷史
庫奇略的郵局自1883年營運至今。

## 地理
庫奇略所處的海拔為高於海平面1457米（即4780英呎），而該地所採用的時區為UTC-7，即北美山地时区（MST）。同時該地設有夏令時間，為UTC-7調快一小時，即UTC-6（MDT）。